# Curaçao (liqueur)
Pour les articles homonymes, voir Curaçao (homonymie).

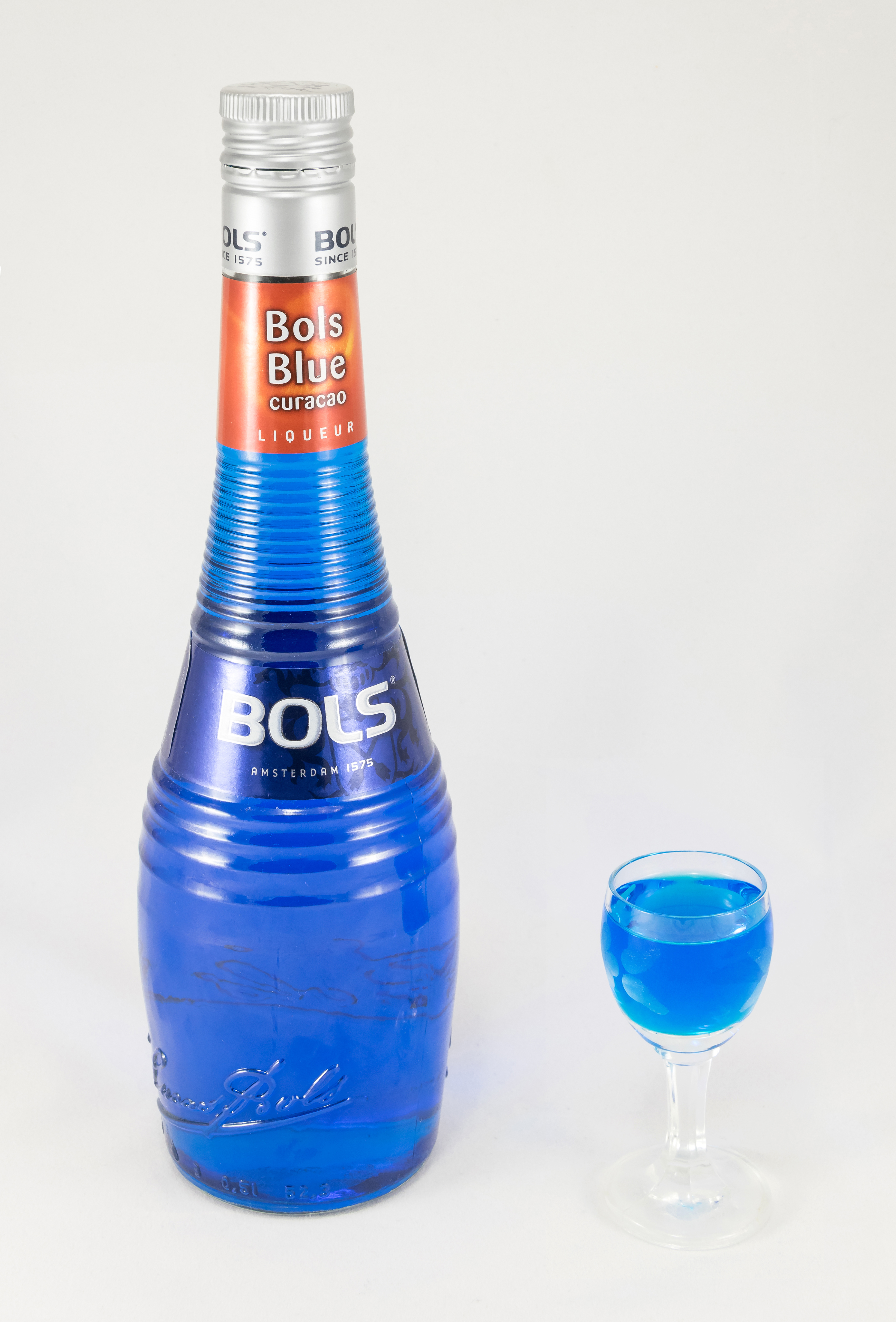
Curaçao bleu.

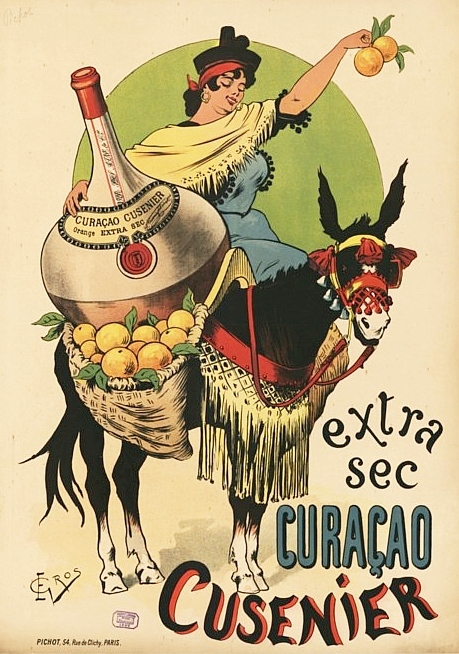
Affiche publicitaire de 1899.

Le curaçao est une liqueur d'orange titrant entre 20° et 40°, utilisée pour confectionner de nombreux cocktails. Son nom a pour origine l'île de Curaçao, île des Antilles néerlandaises. 

## Composition
Cette liqueur fabriquée à l'origine par les Hollandais est composée d’écorces, issues généralement de petites oranges vertes amères ou bigarades. La peau séchée d'un cultivar local particulier, Laraha (Citrus × aurantium subsp. Currassuviencis) spécialement aromatique donne son gout au curaçao, il est mentionné depuis le XVIIIe siècle.

## Présentation
Le curaçao peut revêtir différentes couleurs telles que l'orange, l'ambré, le vert, le rouge et surtout le bleu — grâce aux colorants alimentaires Bleu Brillant (E133) ou Bleu Patenté (E131). Le Bleu Brillant colore l'alcool en bleu.

## Utilisation
Le curaçao est généralement considéré comme un triple sec. Il sert notamment à aromatiser les soufflés et les fruits rafraîchis, et entre dans la composition des crêpes Suzette. Le curaçao bleu est apprécié pour sa couleur et utilisé dans certains cocktails, comme le Grüne Wiese ou la Mer Bleue.